# La Mort du taureau
La Mort du taureau (en italien, La morte del toro) est une peinture à l'huile sur toile de 139 × 97,4 cm, réalisée par Umberto Pettinicchio et conservée au Musée d'art moderne et contemporain de Santander et de Cantabrie.

## Description
C'est un travail sur la protection des animaux, faisant vivre la dure réalité de la souffrance. La mort du matador reflète exactement l'état d'esprit du toto dressé en l'air le cou tordu par la douleur, le sang jaillissant de son ventre, le même taureau souffrant. Tout dans cette composition est dramatique, rehaussé par le rouge qui impressionne le spectateur, lui faisant vivre la souffrance de l'animal.

## Liens
- La Mort du toréro